# Ortopantomografia

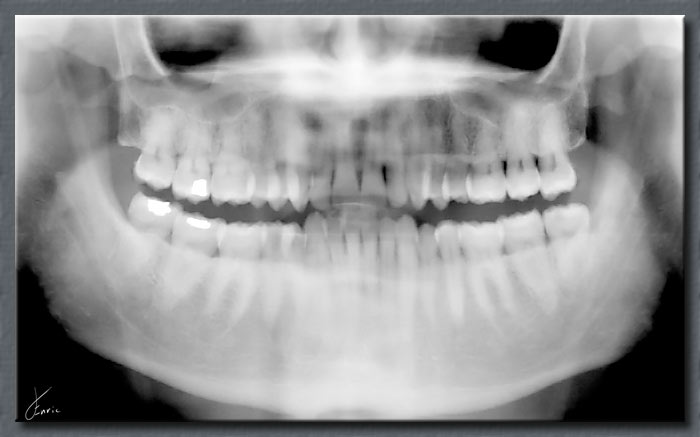
Esempio di ortopantomografia

L’ortopantomografia (nota anche come ortopantomogramma, o radiografia panoramica delle arcate dentarie) è una tecnica radiografica che fornisce un'immagine dei denti, delle arcate dentarie, delle ossa mandibolari e mascellari, dei seni mascellari su un'unica pellicola radiografica. L'esame permette inoltre di eseguire delle specifiche radiografie delle articolazioni temporo mandibolari, vale a dire di quelle strutture con cui la mandibola entra in articolazione con l'osso temporale permettendo i movimenti di apertura e di chiusura della bocca.
L'etimologia della parola deriva dal greco antico. "Orto"  significa rettilineo, "Pan" (πάν) tutto, "Tomo"(τέμνω) tagliare (si vede uno "strato" come se fosse un taglio, una sezione), "grafia" disegno, descrizione. Ne consegue che l’orto-pan-tomografia è una stratigrafia curva e "tomografia" è un sinonimo di stratigrafia.

## Apparecchiatura

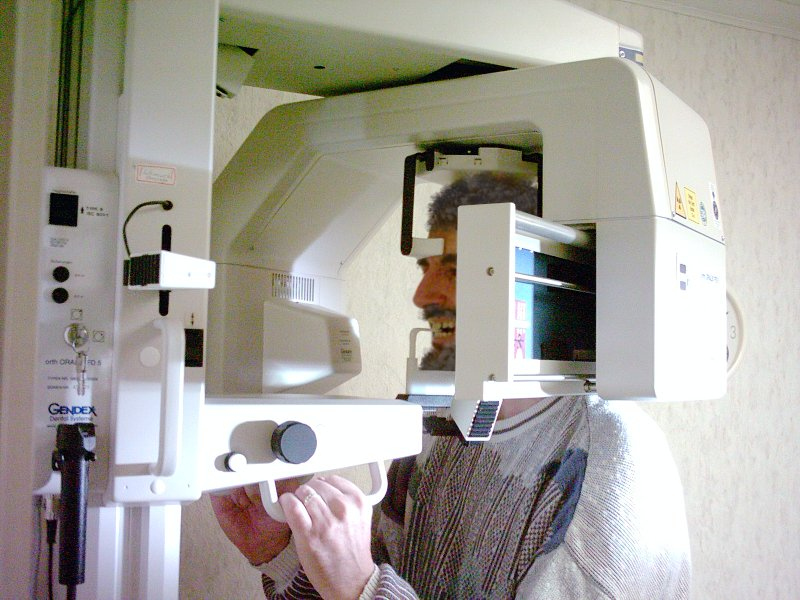
Ortopantomografo

L'apparecchio utilizzato prende il nome di ortopantomografo e consiste di un braccio orizzontale rotante che contiene una sorgente di raggi X ed un meccanismo di movimento della pellicola (che porta il film radiografico) disposto all'estremità opposta. Per ottenere la proiezione delle arcate l'apparecchiatura con il tubo radiografico deve ruotare intorno alla testa del paziente e contemporaneamente deve ruotare la cassetta radiografica.
Il cranio del paziente si trova tra il generatore di raggi X ed il film radiografico. La sorgente di raggi X viene collimata verso il film. Il fascio di raggi X emesso dal tubo è estremamente sottile (si parla infatti di "radiografia a fessura") in modo da attraversare di volta in volta una sottile sezione delle arcate e proiettarne l'immagine radiografica su un punto preciso della pellicola.
I costruttori propongono soluzioni tecniche molto diverse per muovere il braccio dell'ortopantomografo, cercando di mantenere costante la distanza tra i denti, la pellicola ed il generatore di raggi X. Alcuni macchinari permettono movimenti su tre assi di assoluta precisione, e forniscono un'ottimale geometria di imaging, affidando ad un software il controllo continuo ed in tempo reale di ogni singola esposizione. È ovviamente impossibile selezionare un movimento ideale dato che l'anatomia varia notevolmente da persona a persona. Infine ciascun costruttore è obbligato ad un compromesso che risulta in un fattore di ingrandimento che varia fortemente lungo la pellicola (dal 15% al 30%).

## Posizionamento del paziente
Il posizionamento del paziente nel corso dell'esame rappresenta un aspetto molto critico per quanto riguarda la possibilità di ottenere immagini nitide e meno distorte possibili.
Per tale motivo le moderne apparecchiature dispongono di sistemi di puntamento a fasci laser che indicano i corretti punti anatomici ed assicurano l'esatto allineamento del paziente.
In genere questi fasci sono almeno 3:
- il fascio di posizionamento del piano medio-sagittale: permette l'allineamento laterale della testa del paziente il che comporta immagini simmetriche e prive di distorsioni destra-sinistra;
- il fascio di posizionamento del piano orizzontale: permette la corretta inclinazione in avanti della testa del paziente, il che comporta il corretto allineamento dell'arcata dentale nella radiografia;
- il fascio di posizionamento dello strato focale: assicura che il paziente sia ben posizionato all'interno dello strato, il che garantisce immagini nitide e chiare.

## Procedura
Al soggetto sottoposto alla ortopantomografia viene richiesto di mordere una spatola plastica, in modo che tutti i denti, specialmente le corone, possano essere visualizzati individualmente. Il processo di ortopantomografia richiede all'incirca un minuto. Il tempo effettivo di esposizione del paziente alle radiazioni varia tra i 5,5 ed i 22 secondi, vale a dire il tempo necessario affinché la macchina esegua l'escursione richiesta intorno al cranio.
La macchina è studiata per avere una buona collimazione, cioè calibrarsi al fine di ottenere la migliore qualità possibile dell'immagine. Infatti durante la rotazione, i raggi X proiettano solo una parte limitata dell'anatomia sul film in quel determinato istante. Tuttavia al progredire della rotazione attorno al cranio, si viene a creare un'immagine composita del blocco maxillo-facciale. Mentre il braccio ruota, il film si sposta in modo tale che l'immagine del cranio parzialmente proiettata (limitata dalla sezione della trave) scorre su di esso e lo espone completamente.
Non tutte le singole immagini sovrapposte proiettate sul film hanno lo stesso ingrandimento perché il fascio è divergente e le immagini hanno differenti punti focali. Inoltre non tutte le immagini si muovono con la stessa velocità sul film bersaglio poiché alcune di esse sono più distanti ed altre più vicine al centro di rotazione istantaneo.

## Film
Esistono due tipi di meccanismi di movimento. Il primo si basa su una cassetta che contiene il film, una pellicola con un piatto scorrevole. Il secondo utilizza un cilindro rotante attorno al quale è avvolto il film. Esistono due formati standard per i film da panoramiche dentali: 30 cm x12cm (12 "x 5") e 30 cm x 15 cm (12 "x6"). Il film di taglia più piccola riceve circa l'8% in meno di dose di raggi X su di esso rispetto a quello di dimensione più grande.

## Tecnologia digitale
La radiologia dentale si sta spostando dalla tecnologia basata su film alla tecnologia digitale, che si basa su sensori elettronici e rielaborazione dei dati ad opera di un software di computer. 
Uno dei principali vantaggi rispetto ai sistemi basati sulla pellicola è la maggiore latitudine di esposizione. Questo significa molte meno ripetizioni di scansioni, il che riduce i costi e riduce anche l'esposizione del paziente alle radiazioni. Altri importanti vantaggi sono identificabili nel fatto che le immagini sono immediatamente visualizzabili, l'esistenza di software che sono in grado di migliorare le immagini, la possibilità di inviare per via digitale le immagini a consulenti, professionisti ed agli stessi pazienti, una semplice ed affidabile gestione dell'esame e la sua archiviazione, la ancor più ridotta esposizione del personale ai raggi X, il fatto che non necessita la manipolazione di sostanze chimiche. Un particolare tipo di sistema digitale utilizza una piastra fotostimolata al fosforo (aka PSP - Fosforo Plate) anziché la pellicola. Dopo l'esposizione ai raggi X la piastra (una sorta di foglio) è posta in uno speciale scanner in cui l'immagine latente che si è formata viene recuperata punto per punto e digitalizzata, con una scansione di luce laser. Le immagini digitalizzate vengono memorizzate e visualizzate sullo schermo del computer.
Il metodo appena descritto è una tecnologia che si colloca in un punto intermedio tra la vecchia tecnologia basata sul film radiografico e l'attuale tecnologia di imaging digitale diretta. È simile al processo che richiede la pellicola perché comporta la stessa modalità di gestione dell'immagine e ne differisce perché il processo di sviluppo chimico è sostituito dal processo di scansione. Questa tecnologia non è molto più veloce di quella che comporta il trattamento del film e la risoluzione e la sensibilità non ne differiscono in modo molto significativo. Tuttavia ha l'indubbio vantaggio di essere in grado di adattarsi ad attrezzature esistenti senza alcuna particolare modifica comportando solo la sostituzione del film radiografico.
Gli altri tipi di tecnologie di imaging digitale utilizzano dei sensori elettronici. La maggior parte di queste apparecchiature dapprima converte i raggi X in luce (utilizzando uno strato di rinforzo GdO2S o CsI) che viene ulteriormente catturata utilizzando un sensore di immagine di tipo CCD o CMOS. Poche di queste apparecchiature utilizzano un dispositivo ibrido analogico-digitale che converte i raggi X in energia elettrica (usando uno strato di tellururo di cadmio (CdTe), e successivamente questa elettricità è resa come un'immagine grazie alla lettura di una sezione basata su tecnologia CMOS.
Allo stato attuale dell'arte dei sistemi digitali, la qualità dell'immagine è di gran lunga superiore rispetto a quella dei sistemi tradizionali basati su pellicola. Le ultime innovazioni hanno visto anche l'aggiunta della tecnologia 3D ai normali dispositivi digitali panoramici. Negli apparecchi di ultima generazione la tecnologia 3D è disponibile semplicemente cambiando il sensore d'imaging e caricando gli aggiornamenti del software.

## Utilizzi
L'ortopantomografia fornisce informazioni molto utili per:
- Valutazione dello stato del cavo orale prima di un trattamento odontoiatrico.
- Diagnosi e pianificazione del trattamento di malattie dentali.
- Valutazione dello stato della dentizione nei soggetti in età di sviluppo.
- Valutazione ortodontica pre e post operatoria[5][6].
- Valutazione di carie interdentali, carie recidive, granulomi.
- Evidenziazione di eventuali malformazioni dentarie o denti inclusi.
- Ricerca di lesioni ossee, infiammatorie, cistiche a carico degli alveoli e delle strutture ossee circostanti[7].
- Ricerca della causa di una odontalgia misconosciuta.
- Valutazione dei seni paranasali[8].
- Valutazione della articolazione temporo-mandibolare in caso di anchilosi o disfunzione[9][10][11].
- Diagnosi di osteosarcoma, ameloblastoma ed altre neoplasie delle ossa mascellari e mandibolari[12].